# Tullnerbach
Tullnerbach est une commune autrichienne du district de Wien-Umgebung en Basse-Autriche.